# Hipposideros semoni
Hipposideros semoni је сисар из реда слепих мишева.

## Угроженост
Подаци о распрострањености ове врсте су недовољни.

## Распрострањење
Врста је присутна у Аустралији и Папуи Новој Гвинеји.

## Станиште
Станишта врсте су шуме и саване. 
Врста је присутна на подручју острва Нова Гвинеја.